# Вулиця Ольги Гасин (Бровари)
Ву́лиця О́льги Га́син — вулиця в районі Торгмаш, місто Бровари, Київська область.

## Розміщення
Починається прилучанням від вулиці Вокзальної, між 6 і 8 будинками. Закінчується тупиком, що впирається у території Броварського РЕС і заводу «Електроприладів». Вулицю перетинає навхрест дорога, яку також відносять до вулиці Ольги Гасин. Ця дорога з одного боку прилучається до вулиці Олега Оникієнка, між будинками 39 та 43, поблизу зупинки броварського маршрутного таксі «Радіостанція». З іншого — до вулиці Вокзальної, між будинками 8А та 9.
Протяжність вулиці без урахування дороги, що її перетинає, — 450 м. З урахуванням — 700 м.

## Історія
До 1966 року вулиця Ольги Гасин відома як провулок Вокзальний. 20 липня 1966 року перейменований на провулок Щербакова. До 2015 року існував як вулиця Щербакова — на честь Олександра Щербакова. 25 грудня 2015 року дорогу перейменували на вулицю Ольги Гасин — на честь оунівки та політичного в'язня радянської окупаційної влади Ольги Гасин, що мешкала у Броварах. Ольга була дружиною українського політичного та військового діяча Олекси Гасина.

## Галерея

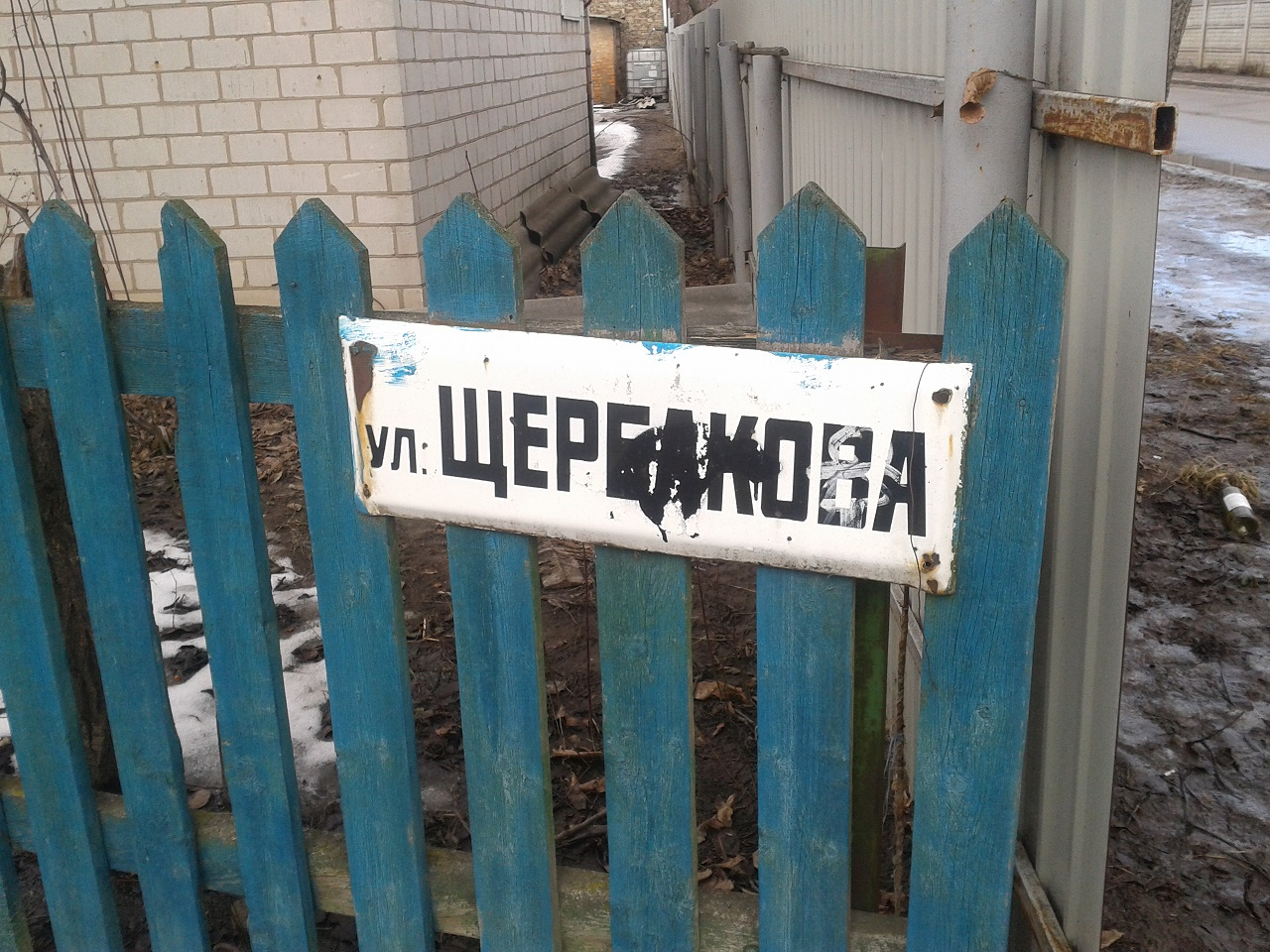
Табличка із колишньою назвою вулиці